# Малий Коринь
Малий Коринь (словен. Mali Korinj) — поселення в общині Іванчна Гориця, Осреднєсловенський регіон, Словенія. Висота над рівнем моря: 599 м.